# Personal Juke Box
Personal Juke Box è il 16° album in studio di Alice, pubblicato nel 2000.

## Descrizione
Contiene alcuni dei singoli pubblicati da Alice (per lo più in versione riarrangiata), oltre alla canzone presentata al Festival di Sanremo 2000, Il giorno dell'indipendenza di Juri Camisasca. Il secondo singolo estratto è invece "For this is not America", adattamento in italiano del brano di David Bowie "This is not America".

## Tracce
1. Il giorno dell'indipendenza – 3:44
2. For This Is Not America (cover in italiano di David Bowie e Pat Metheny) – 3:58
3. Tutto è niente – 3:34
4. Open Your Eyes (Alice + Skye dei Morcheeba) – 4:08
5. Dimmi di sì – 4:11
6. Dammi la mano amore – 3:51
7. Chanson egocentrique (Alice e Bluvertigo) – 3:52
8. In viaggio sul tuo viso – 4:07
9. Prospettiva Nevski – 3:51
10. A cosa pensano – 3:10
11. Per Elisa – 3:58
12. Nomadi – 3:55
13. Visioni – 4:28
14. Non ero mai sola – 4:23
15. I treni di Tozeur – 2:45
16. Il vento caldo dell'estate – 4:35

## Formazione
- Alice – voce, tastiera
- Marco Guarnerio – tastiera, programmazione, pianoforte, chitarra acustica
- Mauro Spina – percussioni
- Pino Pischetola – programmazione
- Mauro Pagani – flauto, percussioni
- Francesco Messina – tastiera, pianoforte
- Trey Gunn – chitarra
- Sergio Carnevale – batteria
- Livio Magnini – chitarra
- Morgan – voce, pianoforte, basso (produzione sulla traccia 7)
- Andrea Fumagalli – voce, tastiera, basso, sax
- Gavin Harrison – batteria
- Marco Liverani – tastiera
- Richard Barbieri – tastiera, programmazione
- Steve Jansen – programmazione
- Stefano Cerri – basso
- Roberto Baldi – tastiera
- Dave Gregory – chitarra
- Jon Hassell – tastiera
- Stuart Gordon – violino
- Paolo Fresu – tromba